# Nicànor (militar)
Nicànor (en grec Νικάνωρ) fill de Parmenió, va ser un destacat oficial macedoni al servei d'Alexandre el Gran.
És esmentat per primer cop al pas del Danubi en l'expedició d'Alexandre contra els getes l'any 335 aC, quan va dirigir la falange macedònia. A l'expedició a Àsia va dirigir les tropes anomenades Argiràspides (Ἀργυράσπιδες), i després Hypaspistes (ὑπασπισταί) o guàrdies de peu, i el seu germà Filotes dirigia els ἑταῖροι o guàrdies a cavall. Va tenir aquestes responsabilitats a Grànic, Issos i Arbela.
Després va acompanyar a Alexandre en la persecució de Darios III de Pèrsia l'any 330 aC i va morir de malaltia una mica després quan Alexandre es dirigia a Bactriana. La seva mort va ser probablement un esdeveniment afortunat, ja que el va salvar de participar en el destí del seu germà Filotes.